# Ganoderma miniatocinctum
Ganoderma miniatocinctum är en svampart som beskrevs av Steyaert 1967. Ganoderma miniatocinctum ingår i släktet Ganoderma och familjen Ganodermataceae.   Inga underarter finns listade i Catalogue of Life.